# Madder-Attje
Madder-Attje eller Maderatche är i samisk mytologi mannen i det ursprungliga människoparet.  
Han sägs ha skapat själen hos de barn som placerades i skötena hos jordiska kvinnor. 

## Namn
Namnet Madder-Attje används i Erik Johan Jessens Afhandling om de Norske Finners og Lappers Hedenske Religion (1767) och i Lars Levi Læstadius' Lapsk mytologi (1840–45).  
I Knud Leems text Den anonyme från 1720-talet kallas Madder-Attje för Tjärwe-Radien.